# LEGO vonatok

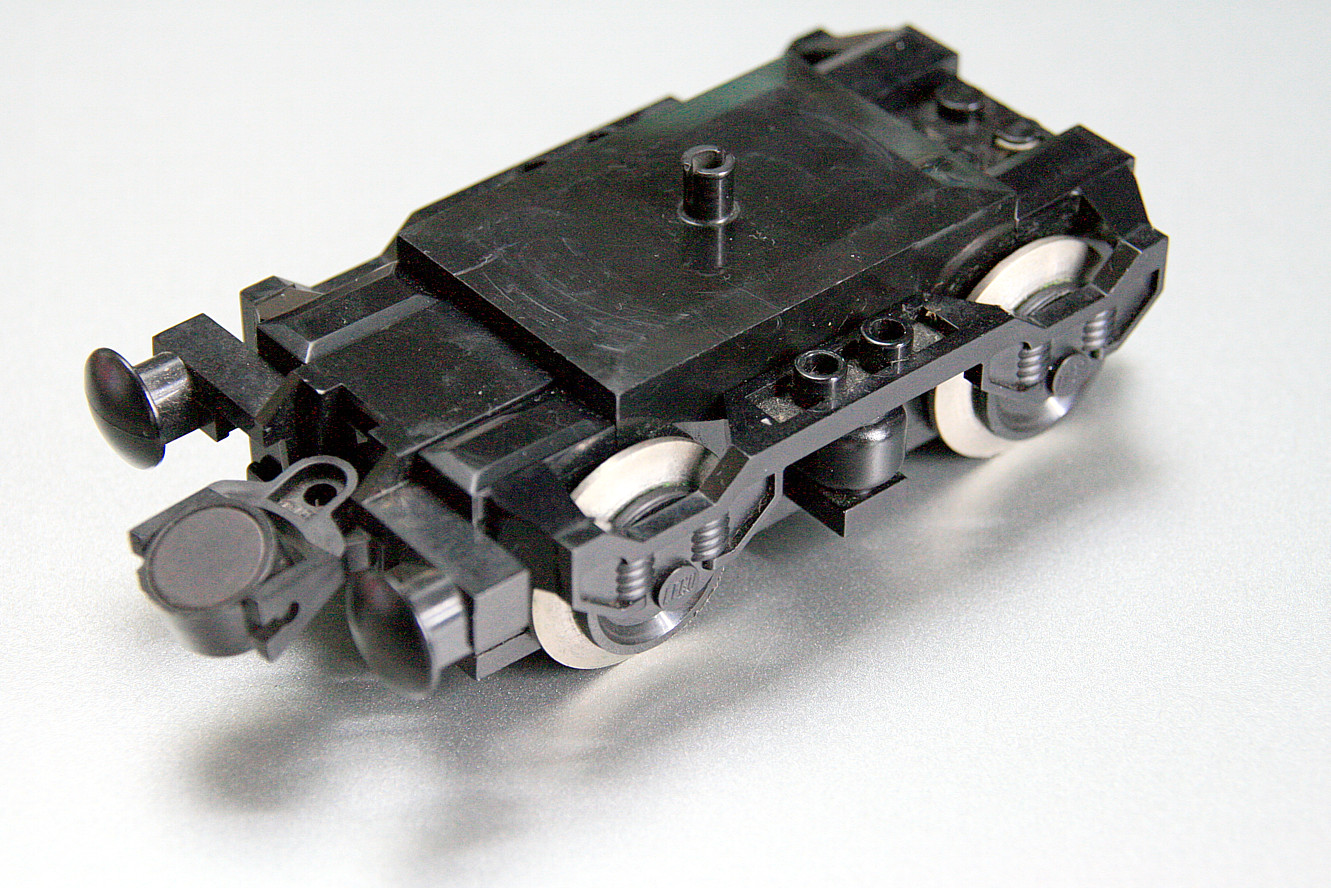
A Lego vonatok 9 V-os villanymotorja

A Lego vonatok a Lego játékok között először 1966-ban jelentek meg. Napjainkra már több mint száz különböző készlet jelent meg a vasúti közlekedés témában. Vásárolhatók személyszállító és teherszállító vonatok és további vagonok is. Bár az évek során a sín sokszor változott, a vonatok nyomtávja változatlan maradt, így többé-kevésbé a legelső készlet is kompatibilis a jelenlegi legújabb készlettel.

## Története

### Elemes készletek
A legelső vonatos készlet a 80-as években volt elérhető. Ezzel még csak szabad kézzel lehetett működtetni. A következő készlet a 115-ös volt, mely már 4,5 V-os elemmel működött. A sínek műanyagból készültek, színük kék festést kapott. Már a kezdetektől kapható volt váltó és rugalmas sín is. A kocsikat mágneses csatlakozókkal lehetett egymáshoz kapcsolni.

### 12 V-os korszak 1980-1991 –Vonatozás korlátlan lehetőségekkel
Amint az egy új termékcsaládnál elvárható, a megjelent termékek száma nagy volt. A katalógusok nem kevesebb, mint 28 új készletet sorolnak fel, az alábbiak szerint:

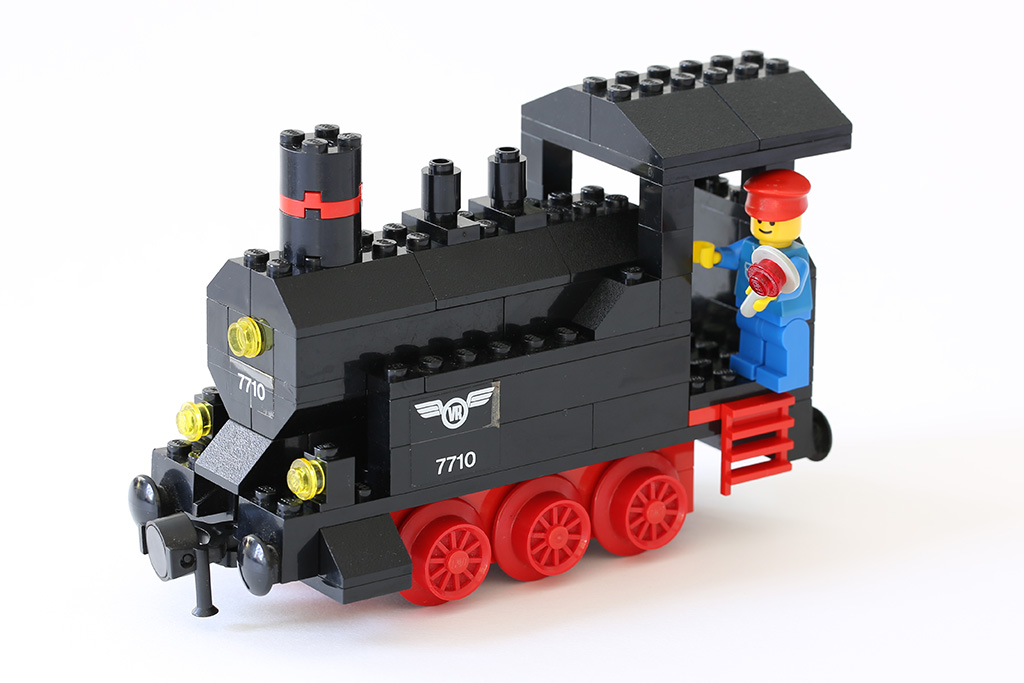
Lego train 7810

#### Mozdonykészletek (7750, 7760, 7810)
A teljes vonatkészletek mellett az önálló mozdonyok sem hiányoztak a kínálatból. Mivel egy 4,5 V-os mozdonyhoz szükséges kiegészítő az akkumulátort szállító vagon, az ajánlatot egy kézzel tologatós és két 12 V-os mozdonyra osztották fel:
A 7810 egy egyszerűen kialakított tologatható gőzmozdony, árában és felszereltségében egy belépő szintű modell szerepét játszotta. Mint minden más Lego gőzmozdony, ez is vörös színre festett épített fekete Lego  elemekből áll.
A 7750-es nagyméretű gőzmozdony már sokkal tetszetősebb, a 7740-es típushoz hasonlóan világítással is fel lett szerelve. Ehhez jön még a piros, 12 V-os motor, amelyet már forgózsámolyként is be lehetett építeni. Egyedülállóak azok a nagyobb kerekek, amiket csak ebben a modellben használtak fel.
A 7760-as kék rendező mozdonynak is van néhány exkluzív része, nevezetesen a 3x1 méretű ablakok, az ajtók és a további kék színű építőkockák. A rendezői feladatok mellett kisebb teherfuvarozásra is használható mozdony. Ezeket a mozdonyokat a választék tartozékainak tervezték. Mára ezek, különösen a két 12 V-os mozdony viszonylag drága gyűjtői daraboknak számítanak. Ha teljes, és eredeti csomagolással is rendelkezik, gyakran magasabb az ára, mint a komplett vonatkészleté.
Szintén említésre méltó a csomagolás: a tologatós egy felnyitható dobozban jelent meg, olyanokban mint amiket az önálló vagonokhoz is használtak. A két motoros mozdony azonban – valamint a nagyobb vonatkészletek – különálló műanyag betétekkel ellátott, kidolgozott hungarocell védőcsomagolást  kaptak.

#### Önálló vagonkészletek (7814, 7816, 7818, 7820)
A különálló mozdonyokhoz hasonlóan, különálló kocsikra is szükség volt: ez az, ami hiányzik a mai vasúti kínálatból. A kocsik csomagolásait látványos kartondobozok tették ki. Az elülső oldal belső letörése miatt a fedelet könnyedén le lehetett emelni. A csomagolás méretei olyanok, hogy az összeszerelt állapotban lévő kocsik könnyen tárolhatók és szállíthatók benne. A 7816 tartálykocsi nagyon egyszerű kinézetű. A játszhatósága korlátozott, nincs működő / működtethető része[pontosabban?] csak a háromszínű felépítmény, illetve a Shell-felirat és -embléma teszik tetszetőssé a megjelenését.
A 7814 daruvagon egyszerű kialakítású, és a működőképes forgódarunak köszönhetően jól játszható. Érdemes megemlíteni a hosszú szürke rácsos rudakat,[pontosabban?] amelyeket a következő évek során nem sok más téma készleteiben lehetett megtalálni. A 7818-as személyvagon a formáját tekintve jól illeszkedik a 7710 motor nélküli személyvonathoz, de a vörös-kék színösszeállítását tekintve mégis eltér. Ezt a vagont az 1985-ben megjelent 7715 – a 7710 utódkészletében – lehetett felhasználni, de ebben az időben a 7818 készlet már nem volt a Lego aktuális kínálatának a része. A 7820-as, teljesen piros postavagon alkalmas mind a teherszállító, mind a személyszállító vonatok besorolása mellé. A nagyméretű ajtókon keresztül az árukkal megrakott raklapok könnyedén ki-be lehetett pakolni.

#### Az épületek (7822, 7834)
Az épületek tekintetében lassabban kezdték meg a fejlesztést viszont a következő években már több épület kiegészítő is került kiadásra. Említést érdemelnek az épületekkel kapcsolatban az áramvezető sínek: ezeket csak egyes készletek tartalmazták, más készletekben nem volt megtalálható. Nincs vasút vasútállomás nélkül, erre válaszul érkezett a 7822. Impozáns a gyalogos felüljáró, amely összeköti a két peront, de szabványos állapotban ez lekorlátozza az állomást több vágányról egy vágánypárra. (Igaz, az önálló peron részt mindkét oldalról kerülheti sínpár, és így már elég látványos lehet a komplexum) Összességében a színséma és a kialakítás nagyon emlékeztet az 1979-es 379-es busz-állomásra. Ez a hasonlóság lehetővé teszi a két modell harmonikus összekapcsolását. A készletben 4 egyenes pályaszakaszhoz elegendő sín van, de ezek nem rendelkeztek áramvezetési képességel. Nem túlzottan különleges megjelenésű a 7834-es kézi működtetésű vasúti átkelő. Mind a nagy szürke alaplapot, mind pedig a mozgatható sorompókat változatlanul vettek át a régi korszakból.

#### A vágány csomagok (7850-7860)
A sokféleség a bonyolultság határáig – lehetne ennek a szakasznak a mottója. Ahogyan az a rendszerjátékoknál elvárható, a Lego tovább vitte a moduláris bővíthetőség elvét. Ez azonban nem alkalmazható következetesen, így egyes vasúti alkatrészek különböző változatokban kellett létrehozni: egyrészt a tologatós vagy 4,5 voltos sínekhez, másrészt a 12 voltos rendszer számára. Amint már említettük, a rendszert úgy módosították, hogy most egy klip rendszert használtak a sínek egymáshoz csatlakoztatásához. Egy teljesen felépített rendszerben a vizuális benyomás nem különbözik az előző kék korszakétól, ami szembe tűnő, egyrészről a szín változás, másrészt a kiegészítők számának gyarapodása. Ezenkívül mindkét rendszer összekapcsolható egymással, a vonatok könnyen közlekedhetnek egymás sínpályáin. A síntípusok szerkezete, kapcsolódása, a kitérők geometriája a 4.5 V – kék korszak, a 12 V és a 9 V rendszerekben itt tekinthető meg!

#### Sín csomagok a tologatható és a 4,5 V-os vonatokhoz
A 7850-es 8 egyenes vágányszakaszhoz elegendő tartozékot tartalmaz, a 7851-es 8 íves vágányszakaszhoz, azaz egy fél körhöz elegendőt. Keresztezéseket 7853 segítségével lehetett készíteni, és a kézi működtetésű kitérők 7852-es számmal voltak elérhetők. A kék korszakban és a 12 V rendszereknél a kitérő vágányok optimális közelségben haladtak a fővágánnyal, a 9 V és az RC rendszereknél ezt a távolságot megnövelték egy vágány szélességre.

#### Sín csomagok a 12 V-os vonatokhoz
A fent említett, egyenes vagy íves sínekkel ellátott csomagokon kívül egy 12 voltos rendszer tulajdonosának még meg kellett vásárolnia a megfelelő új áramvezető középső síneket: 7854: 8 egyenest, 7855 ennek megfelelően 8 íves középsínt tartalmazott. A sínkészlet nem frissíthető, itt egy külön 7857-es változat került kiadásra. Ugyanez vonatkozik a váltokra is, a manuálisan működtetett verziók szintén dupla csomagban voltak 7856 szám alatt. Aki nagyobb kényelemre vágyott, az választhatta a távvezérelt 7858 (jobb) és a 7859 (bal) csomagokat. A 7862-es kiegészítő segítségével szét lehetett kapcsolni a szerelvényt egy tetszőleges ponton. A 7860 jelzőrendszerrel a vágány egyes szakaszai ki lehet kapcsolni. Mivel a digitális előtti korszakban nem volt lehetőség egy pályán több vonatot közlekedtetni, ezzel a megoldással több vonat is közlekedhet egy pályán felváltva, de az egyedül közlekedő mozdonyok és vonatok is leállíthatók az állomásokon vagy állhatnak a mellékvágányokon. Érdekesség, hogy a 80-as évek első felében már piros-zöld LED párral oldották meg a jelzőfény rendszer világítását.
Minden távvezérelt pályaelemben van egy közös dolog: a sötétszürke műanyagra egy szervomotorral ellátott szürke dobozt szereltek fel. A rögzítést először az alsó lemezen lévő önzáró csatok segítségével végezték el. Az így létrejött kapcsolat rendkívül stabil, de sajnos alig bontható sérülés mentesen. Ha mégis megpróbáltad, az alsó lemezt szétpattintani a legtöbb esetben letörtek. Ezért a későbbi verziókban a csatokat elhagyták, és a szürke dobozokat hagyományos módon csatlakoztatták az alsó panelhez. A csomagolás az évek során megváltozott, jobban mondva spórolósabb lett. Először hungarocell betéteket használtak, amelyeket 1989-ben a szokásos kartonpapírra változtattak. Ez különösen figyelemre méltó, mivel ezek a változások viszonylag rövid idővel a 9 voltos rendszer kiadása előtt zajlottak le. Ez megváltoztatta a csomagolás méreteit. A dobozok éveken át 1980-as szerzői jogi nyomattal kerültek kiadásra, az utolsó előállított verziókon a nyomat azonban két évszámmal szerepelt vesszővel elválasztva. Például: 1980, 1989.

#### A transzformátor és egyéb retro csomagok (7861, 7863, 7864, 7865, 7867, 107 és 810)
A rendszer bővíthetősége olyan, mint egy vasútmodell katalógus iránymutatása, az ott kínált lehetőségek másolata. Kezdjük a 12 voltos rendszer legfontosabb részével, nevezetesen a transzformátorral: Általában egy transzformátor csak egy szükséges rossz, de a 7864 megmutatja, hogy a maga idejében a LEGO mennyire odafigyelt a részletekre. Így a forgatható szabályozó nem fixen, hanem egy Technic tengellyel van rögzítve a transzformátorhoz, levehető helyéről. A szabályozó fogantyú kétféleképpen rakható fel, így mind a 12 V-os motorok, mind a 4,5 voltos motorok biztonságosan működtethetők vele. Normál állapotában (12 V felirat felül) a fedél szoknyája a középső távtartó miatt a sarkaival nem akad meg a fedlap bütykeiben, így kivezérelhető a kimenet 12 V-ig. Megfordítva a forgatót (4.5 V felirat felül) a sarkok bizonyos elfordítás után megakadnak a fedlap bütykeiben, így az elfordulás korlátozott, ezért a kimenet csak a 4.5 V rendszerhez megfelelő maximális kimeneti feszültségig szabályozható. A doboz további építőelemeket is tartalmaz, amelyekből egy stilizált vezérlőkart lehet építeni.
A ház bal oldalán van egy sorcsatlakozó, amelyre felfűzhetőek a kapcsolók, így egy nagyszerű vezérlő pult építhető belőle. A 7863- távvezérlő alkalmas a 7856 (kitérő) készlet átalakítására, hogy egyenértékű lehessen a 7858 és 7859 készletekkel. Kétségtelenül jó lehetőség, de pénzügyi szempontból olcsóbb volt megvásárolni a távvezérelt változatokat. A 7861 12 V-os világító készlettel a mozdonyok utólagosan kaphatnak világítást. A speciális, világító prizmás kockák vörös és fekete színűek, a jövőben más színek nem jelentek meg. Az összes mozdony (beleértve a kék 7760-at is) úgy lett tervezve, hogy a 6x1-es speciális kockák optikailag kompatibilis beépítése lehetséges legyen. A 12 V-os 7865-ös motorra volt szükség a tologatós és a 4,5 V-os mozdonyok korszerűvé tételéhez. Azonban ezt a motort önállóan csak a fekete változatban kínálták, ami kissé különösnek tűnik, mert a 7720 kivételével minden frissítésre szoruló modell gőzmozdony volt, így lényegében szükség lett volna egy vörös motorra is. Másrészt talán az volt az elképzelés, hogy az utólagos motorizáló készletre szükség lehet a kopott vagy hibás fekete motorok pótalkatrészeként. A 7867 készlet 1983-ban jelent meg, állomások és teherpályaudvarok lámpaoszlopaiként lehetett vele hangulatosabbá tenni a vasúti pálya környezetét. A transzformátor oldalsó kimenetére lehetett kötni, vagy egy kapcsolóra.
Nem reklámozták széles körben, de még mindig lehetséges volt egy tologatós vonat átalakítása a 4,5 voltos motorral. Ebből a célból a 107-es motorcsalád (1985-től: Set 810) szükséges, valamint az akkumulátor kocsija. Ez egyedül csak Service-készletként volt rendelhető. A lego vasúthoz tartozó épületek közül a legélőbb, legszórakoztatóbb talán az 1983-ban kiadott 7866 Remote Controlled Road Crossing. Ez a készlet tartalmazta talán a legtöbbféle elektromos alkatrészt. Volt benne kettő abból a bizonyos szürke dobozba szerelt szervómotorból, két fekete tokozású 12 V-os 2x2 világító kocka, egy villogó elektronika az átjáró élethű tilos-jelző fényéhez, egy két áramkörös kapcsoló és 4 kábel. Érdekes, hogy dupla sínpár szelte keresztül a szürke alaplapot, és ebben a készletben tartozék volt az áramvezető középsín is! Külön érdekesség, ahogy a sorompó és a fekete súly szinte tökéletes kiegyensúlyozást ad a sorompó tengelyére, így a kis szervók tökéletesen végzik a felnyitást és lezárást a vezérlő kapcsoló lenyomásakor. A kapcsoló a sorompó leeresztésekor bekapcsolja a villogó elektronikát, a sorompó felnyitó gombjának benyomására pedig kikapcsolja azt. Egy komoly pálya felügyeleti építmény is helyet kap egy kiegészítő szürke alaplapon, valamint egy vasutas minifig is a készlet tartozéka.

#### Az árak akkor és most
A kortárs forrásokból – főként a játékáruház-láncok katalógusaiból, mint például a „Vedes und Idee & Spiel” – részlegesen ismertek az akkori értékesítési árak:
- 7710 tologatós személy vonat 60 – 70 DM
- 7730 – 12 V-os tehervonat 130 – 140 DM
- 7740 – 12 V Inter-City vonat 170 – 180 DM
- 7750 – 12 V Gyorsvonat-Gőzös 90 DM
- 7822 Pályaudvar – 60 DM – 7864 – Transzformátor 90 – 100 DM
Figyelembe véve a transzformátor költségeit, a 12 voltos vonatok viszonylag drágák voltak, jóval több mint 200 DM. Összehasonlításképpen: a Technic 8860-as Auto Chassis kevesebb, mint 100 DM volt, ezzel szemben a 7740 Inter City vonat transzformátorral 260 DM. Nyilvánvalóan ezek az árak nem nehezítették az eladási sikert, mert ezek közül a készletek közül egyik sem igazán ritka (Magyarországon viszont nem mondható gyakorinak egyik sem). Figyelemre méltó azonban az áralakulás a mai napig. Nem meglepő, hogy a bontatlan MISB-készletek (MISB= Mint In Sealed Box, ami magyarul körülbelül annyit tesz, hogy eredeti, bontatlan csomagolásban fellelt) rendkívül drágának számítanak, de ez az 1980-as évek gyakorlatilag mindenféle lego sorozatára és termékére igaz. Szokatlan azonban, hogy viszonylag magas az eredeti csomagolás nélküli használt készletek ára is. Összehasonlítva Legoland City, Space, Technic egyéb modelljeihez képest az árak viszonylag magasak, a vonatkészletek szinte mindig a háromjegyű árkategóriában mozognak. A kocsik és az épületek középre, a kettős számjegyű tartományba esnek. Szükséges még megemlíteni az 1981-ben kiadott 7777 Trains Ideas Book-ot, amely sok ötlettel szolgált, hogy a meglévő készletekből további változatos dolgokat építhessenek a vasút kedvelő lego tulajdonosok. Sajnos ez a szemlélet is elveszett mára.

### 9 V-os készletek
1991-ben volt az első jelentősebb átalakulás. Új sínrendszert kapott, mely már 9 V-os külső transzformátort használt. A sínek fémből voltak, a keresztaljak szürke Lego elemekből. A vonat motorja a fémkerekeken át kapott áramot.

### RC vonatok
2006-ban jelent meg az infravörös távirányítás. A vonatok újra elemmel mennek, így a sínek teljesen műanyagból készülnek. Ezzel olcsóbbá váltak a sínelemek. Új sínelem is megjelent 2007-ben, mely két párhuzamos vágányt kapcsol össze négy kitérővel. Az elemes megoldás hátránya, hogy az elemet cserélni, az akkumulátorokat tölteni kell. Viszont pályaépítés során nem kell figyelni a vágányok polaritására, és egyszerre több vonat is közlekedhet egymás zavarása nélkül.

## Képek

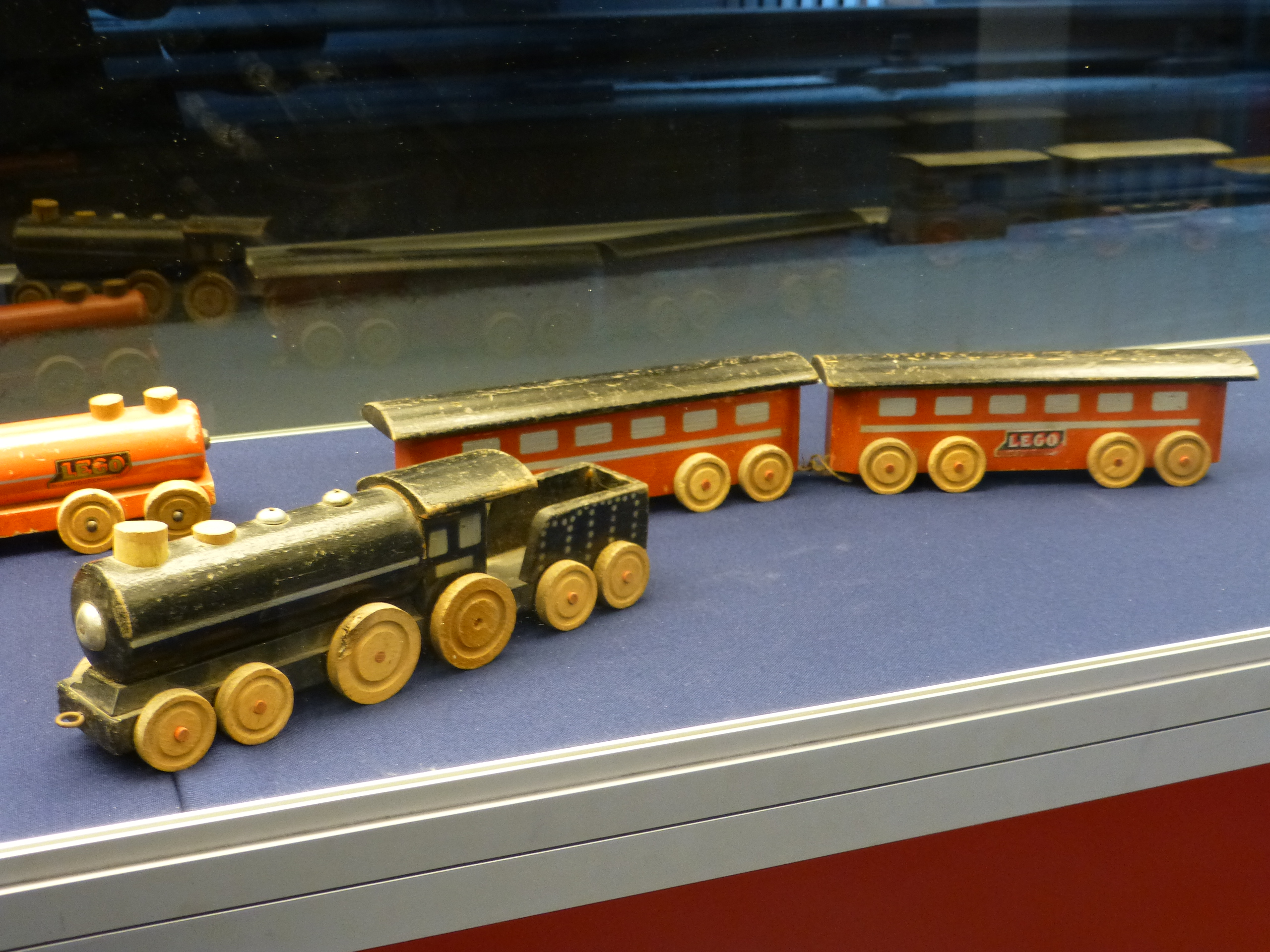
LEGO favonat, még a műanyag korszak előttről
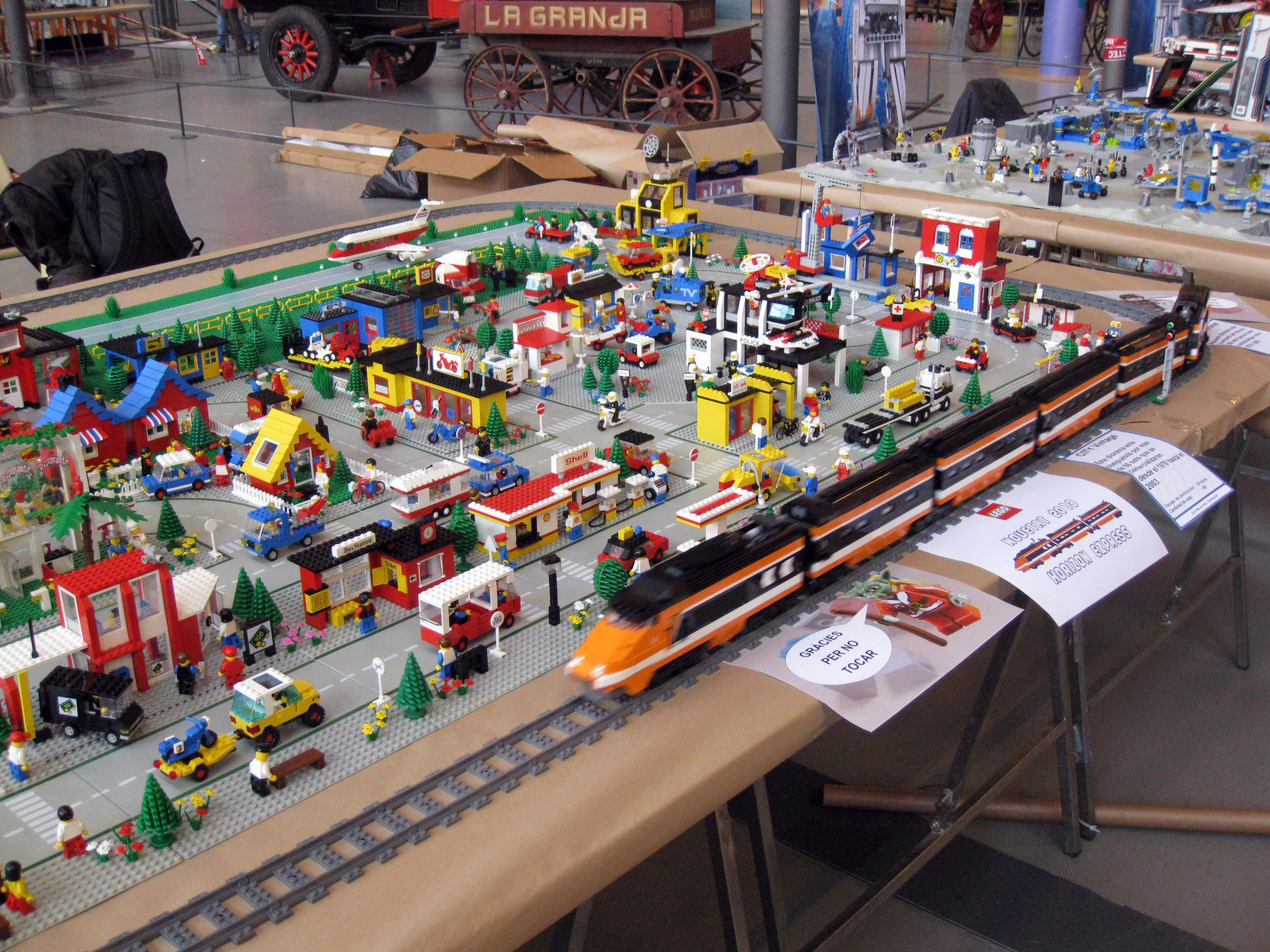
LEGO terepasztal egy LEGO TGV-vel
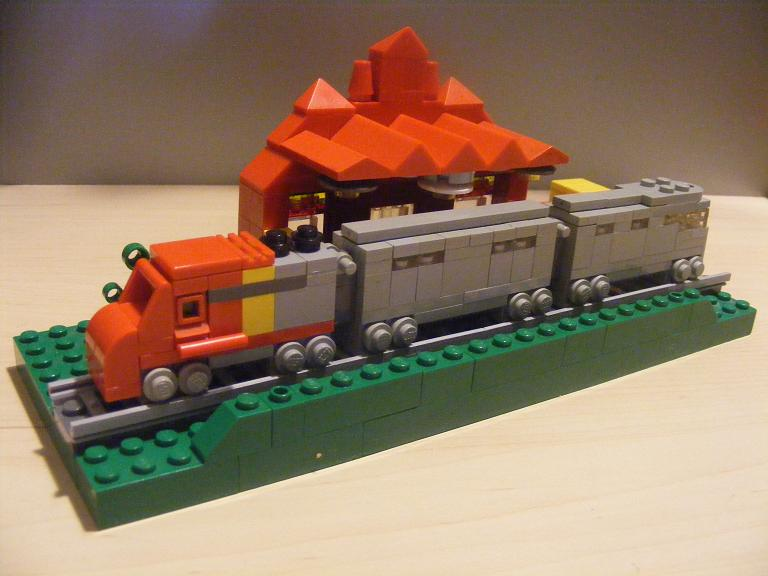
Microscale LEGO vonat
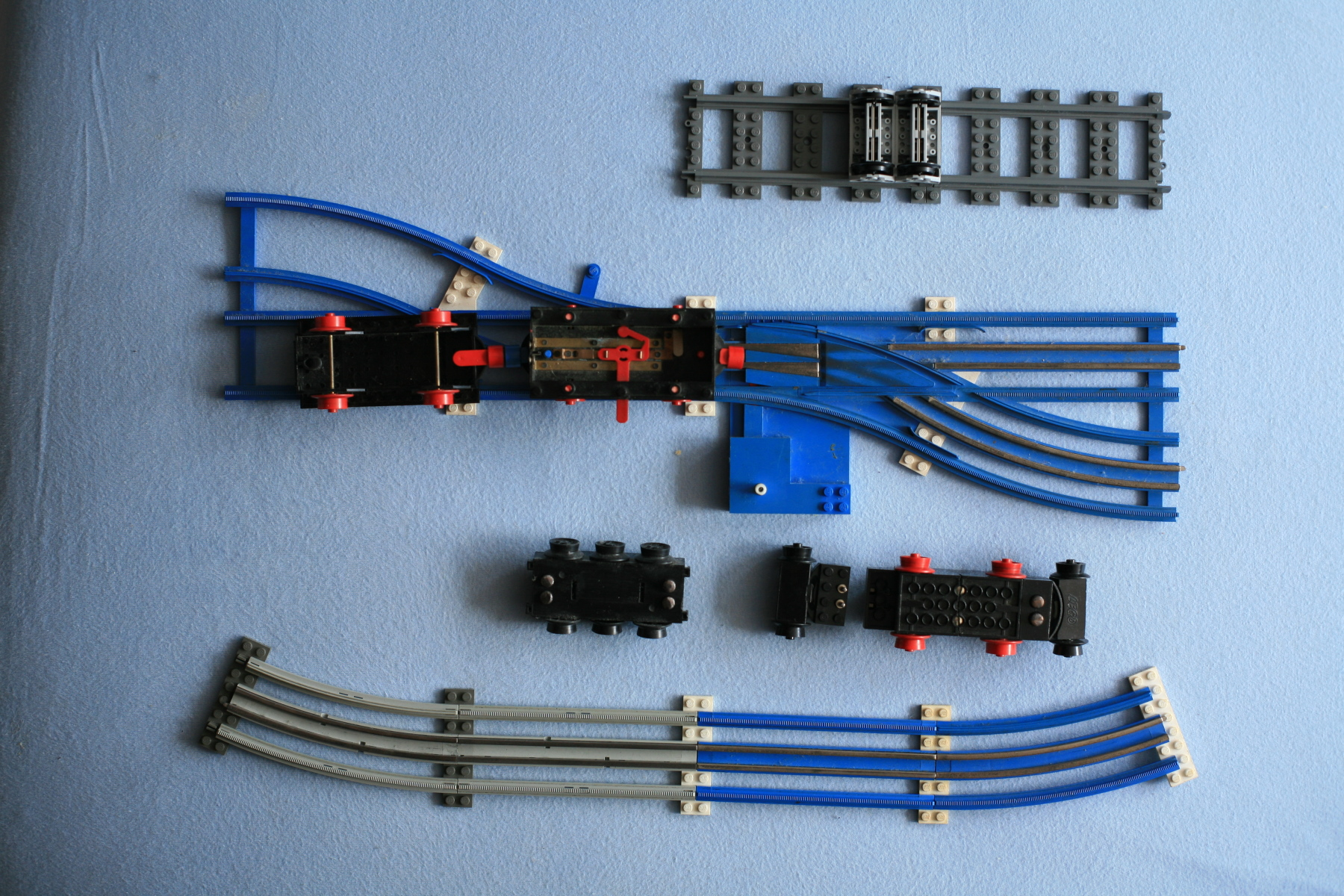
Különböző sínrendszerek
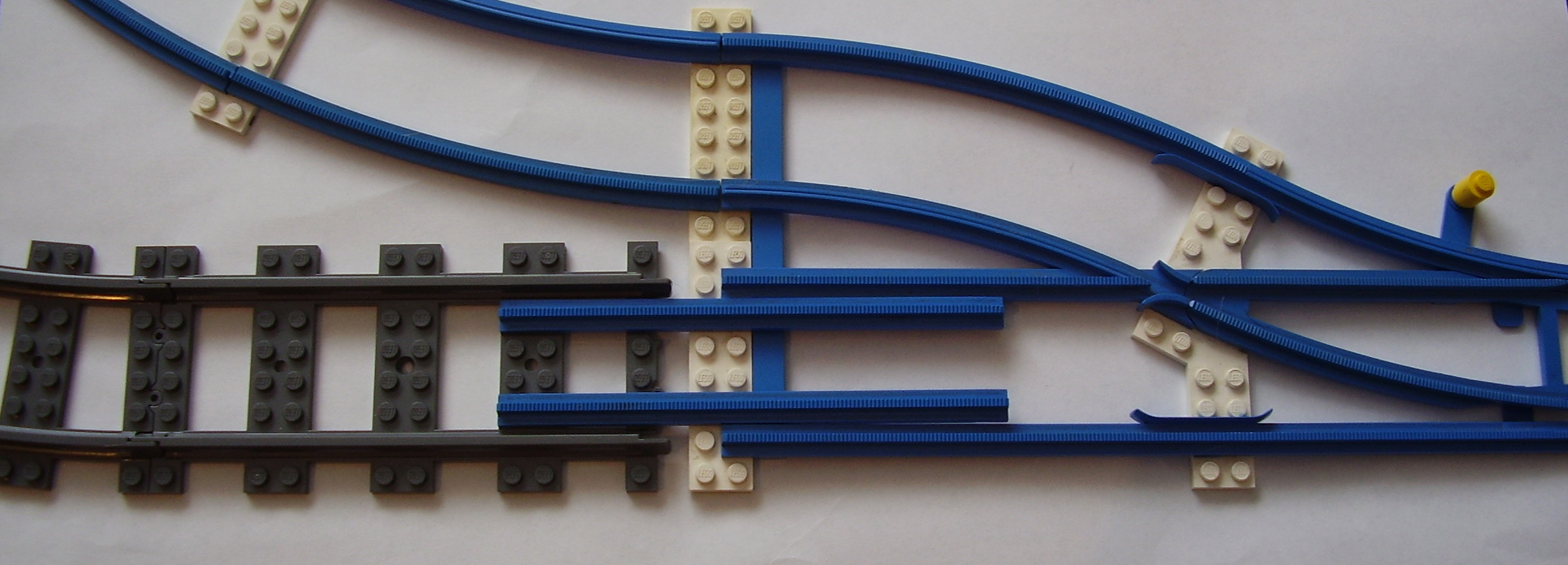
A régi és az új LEGO sínrendszer összekapcsolása